# El triomf
El triomf (títol original en francès, Un triomphe) és una pel·lícula francesa del 2020 dirigida per Emmanuel Courcol. El guió es basa lliurement en la història de Jan Jönson. S'ha doblat i subtitulat al català.
Va rebre el premi de Millor comèdia europea als 33ns Premis del Cinema Europeu del 2020.

## Repartiment
- Kad Merad: Etienne Carboni
- David Ayala: Patrick Le Querrec
- Lamine Cissokho: Alex
- Sofian Khammes: Kamel Ramdane
- Pierre Lottin: Dylan/Jordan Fortineau
- Wabinlé Nabié: Moussa Traoré
- Alexandre Medvedev: Boïko
- Saïd Benchnafa: Nabil Jouari
- Marina Hands: Ariane, directora de presó
- Laurent Stocker: Stéphane
- Mathilde Courcol-Rozès: Nina
- Yvon Martin: el cap de detenció
- Catherine Lascault: la jutgessa
- Sandie Masson: Agathe

## Producció
El rodatge va tenir lloc al centre penitenciari de Meaux-Chauconin-Neufmontiers, així com a Lió.

## Premis i reconeixements
- Segell Festival de Canes 2020[4]
- Festival de Cinema Francòfon d'Angulema 2020:
  - Valor del públic
  - Valor al millor actor per Sofian Khammes i Pierre Lottin[5]
- Premi de Cinema Europeu 2020: Millor comèdia[6]